# اورا (مجارستان)
اورا (به مجاری: Ura) یک منطقهٔ مسکونی در مجارستان است که در ناحیه چنگر واقع شده‌است. او را ۳۲٫۳۴ کیلومتر مربع مساحت و ۶۱۰ نفر جمعیت دارد.